# Rue Marcadet
Pour les articles homonymes, voir Marcadet.
La rue Marcadet est une rue du 18e arrondissement de Paris.

## Situation et accès
La rue traverse le boulevard Barbès et la rue Damrémont. Sa longueur est de 2 030 mètres et sa largeur est de 12 mètres. La rue suit grossièrement un axe est-ouest : à l'est, pratiquement depuis le pont enjambant le faisceau de voies ferrées desservant la gare du Nord (le pont Marcadet, sur lequel passe la rue Ordener), jusqu'à la limite avec le 17e arrondissement à l'ouest.
Stations de métro :
- Marcadet-Poissonniers : ligne 4 et ligne 12
- Guy-Môquet : ligne 13

La gare de Pont-Marcadet, ancienne gare ferroviaire à hauteur du pont éponyme, fut supprimée dans le cadre de la fermeture de la ligne des Grésillons entre Garibaldi et Paris-Nord dans les années 1970 afin de faire place aux installations des lignes RER B et RER D . Le reste la ligne fut intégré dans la ligne Vallée de Montmorency - Invalides (VMI) du RER C à la fin des années 1980.

## Origine du nom
Son nom provient d'un nom d'un lieu-dit « la Mercade » ou « la Marcadé », nom d'un ancien lieu-dit, situé près de l'église Saint-Denys de la Chapelle et où se tenait la foire du Lendit,.

## Historique

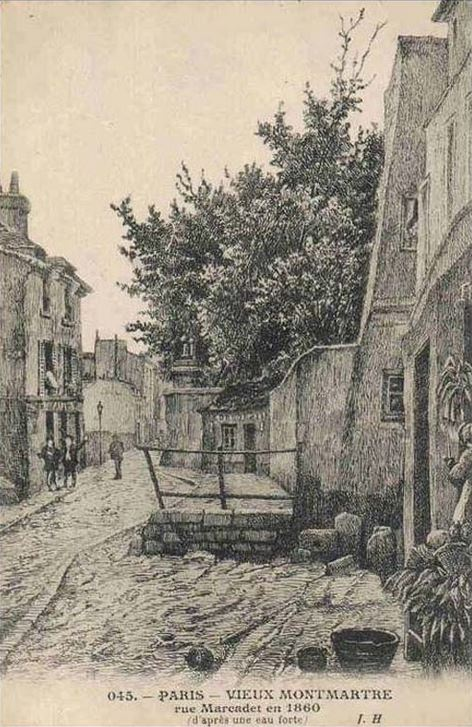
La rue Marcadet vers 1860.

Partie de l'ancien chemin des Bœufs, qui allait de Paris jusqu'à Clichy-la-Garenne, cette voie partait à l'origine de la rue de la Chapelle sur la commune de La Chapelle. Elle traversait ensuite le village de Clignancourt sur la commune de Montmartre et se prolongeait ensuite sur la commune de Clichy (Batignolles-Monceau après 1830) par le chemin des Bœufs (actuelle rue de La Jonquière). La rue Marcadet actuelle reprend pour une partie le tracé de l'ancienne départementale no 36. Une loi de 1859 rattache les communes de La Chapelle, Montmartre et Batignolles-Monceau à Paris et, en 1863, la rue Marcadet est officiellement intégrée à la voirie parisienne.
L'emplacement de l'ancienne ferme de la seigneurie de Clignancourt serait, actuellement, situé dans l'îlot compris entre les rues du Mont-Cenis, Marcadet et Hermel. Le manoir de cette seigneurie se trouvait en face.
En 1863 est déclaré d'utilité publique le percement d'une rue, l'actuelle rue Ordener, reliant la rue de la Chapelle, au niveau de la rue Riquet, et l'actuelle rue Championnet ; une partie de la rue Marcadet, qui passe sur le pont Marcadet, est ainsi rattachée à la rue Ordener. Cette partie de la rue a été par la suite élargie. En 1868, le chemin des Bœufs est rattaché à la rue Marcadet, mais il en est détaché en 1890 pour devenir la rue de La Jonquière.
Le 30 janvier 1918, durant la première Guerre mondiale, le no 230 rue Marcadet est touché lors d'un raid effectué par des avions allemands.

## Bâtiments remarquables et lieux de mémoire
- No 22 : centre de santé de la rue Marcadet. Durant la Seconde Guerre mondiale, les résistantes Suzanne Leclézio (1898-1987) et Yvonne Ziegler (1902-1988) ont sauvé et caché de nombreux enfants juifs dans cet établissement. A son retour de déportation, Suzanne Leclézio reste la directrice du centre jusqu'en 1984[10].

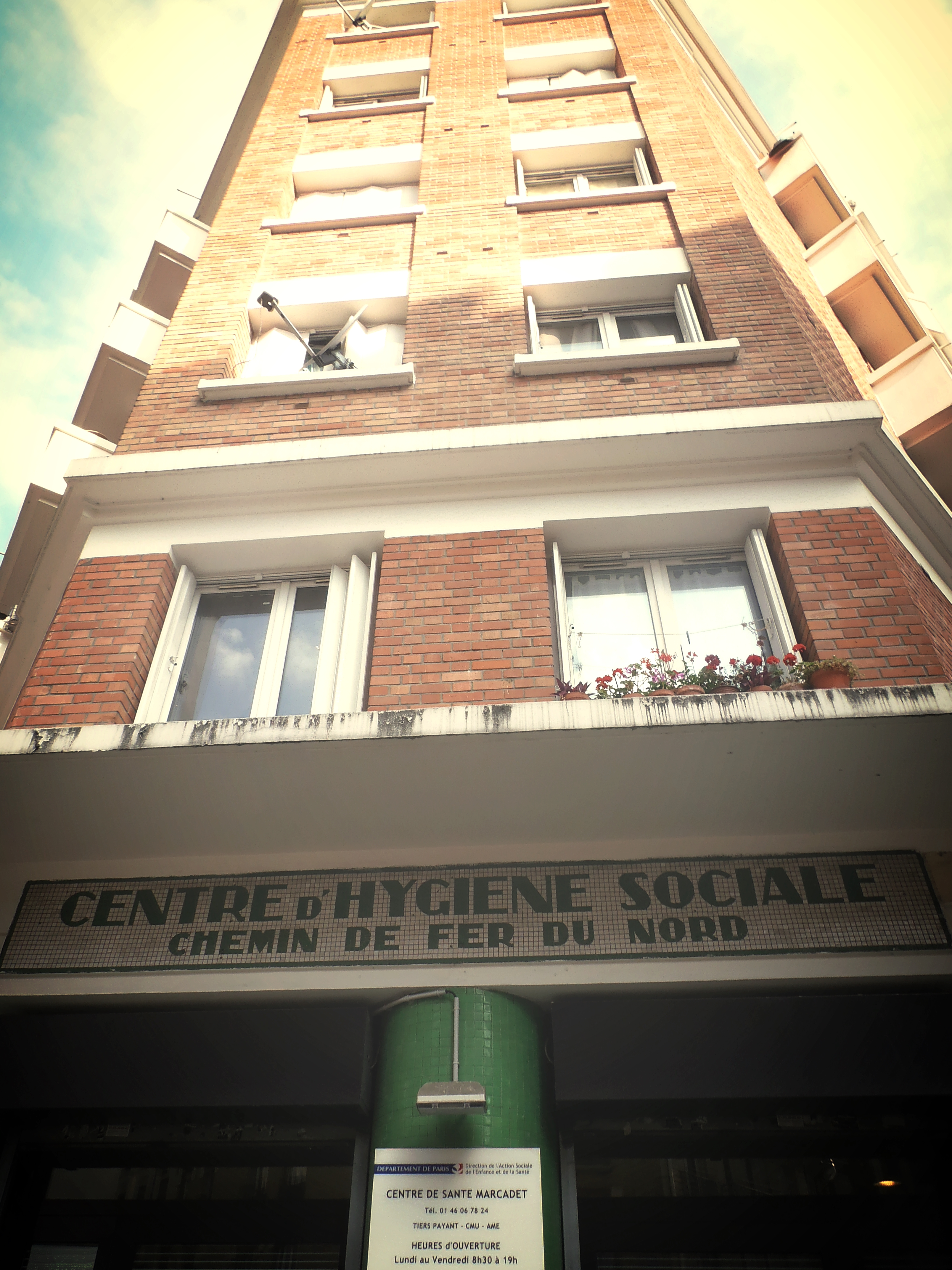
No 22 : centre de santé dirigé jusqu'en 1984 par Suzanne Leclézio.

- No 29 : entrée de l'ancien cimetière Marcadet.
- No 46 : ici se trouvait des années 2000 au début des années 2010 une plaque commémorative fantaisiste : « Louise LAVIERGE, Mère de famille, EST NEE DANS CET IMMEUBLE / EN 1952 »[11].
- No 62 : siège de l'organisation humanitaire Médecins du monde.
- No 71 : emplacement d'un ancien hôtel particulier construit en 1663 dans un domaine de 5 hectares qui s'étendait entre les rues Marcadet, des Poissonniers, Ramey et le Château Rouge. Ce domaine appartint à diverses personnes puis après 1800 à Jean Labat, inspecteur des carrières, enfin à son fils Achille Labat qui l'aliéna en 1843 pour créer un lotissement où furent ouvertes les rues Labat, Lévisse (boulevard Barbès), la rue Neuve-de-Clignancourt, tronçon de la rue de Clignancourt et la rue rue Neuve-Labat (rue Simart)[12].
- No 77 bis : hôtel Mathagon, construit par Pierre Mathagon, receveur général des domaines et bois de la généralité de Paris de 1766 à 1790,  préservé et restauré par la mairie en 1993. Les deux corps de logis perpendiculaires sont rehaussés de chaînage d'angle en pierre. Il est couronné d'une tourelle d'angle et d'une belle lucarne ; c'est une des rares maisons subsistant du village de Clignancourt. C'est à cette même adresse que Robert Sabatier passa son enfance, narrée dans David et Olivier et dans Les Allumettes suédoises.

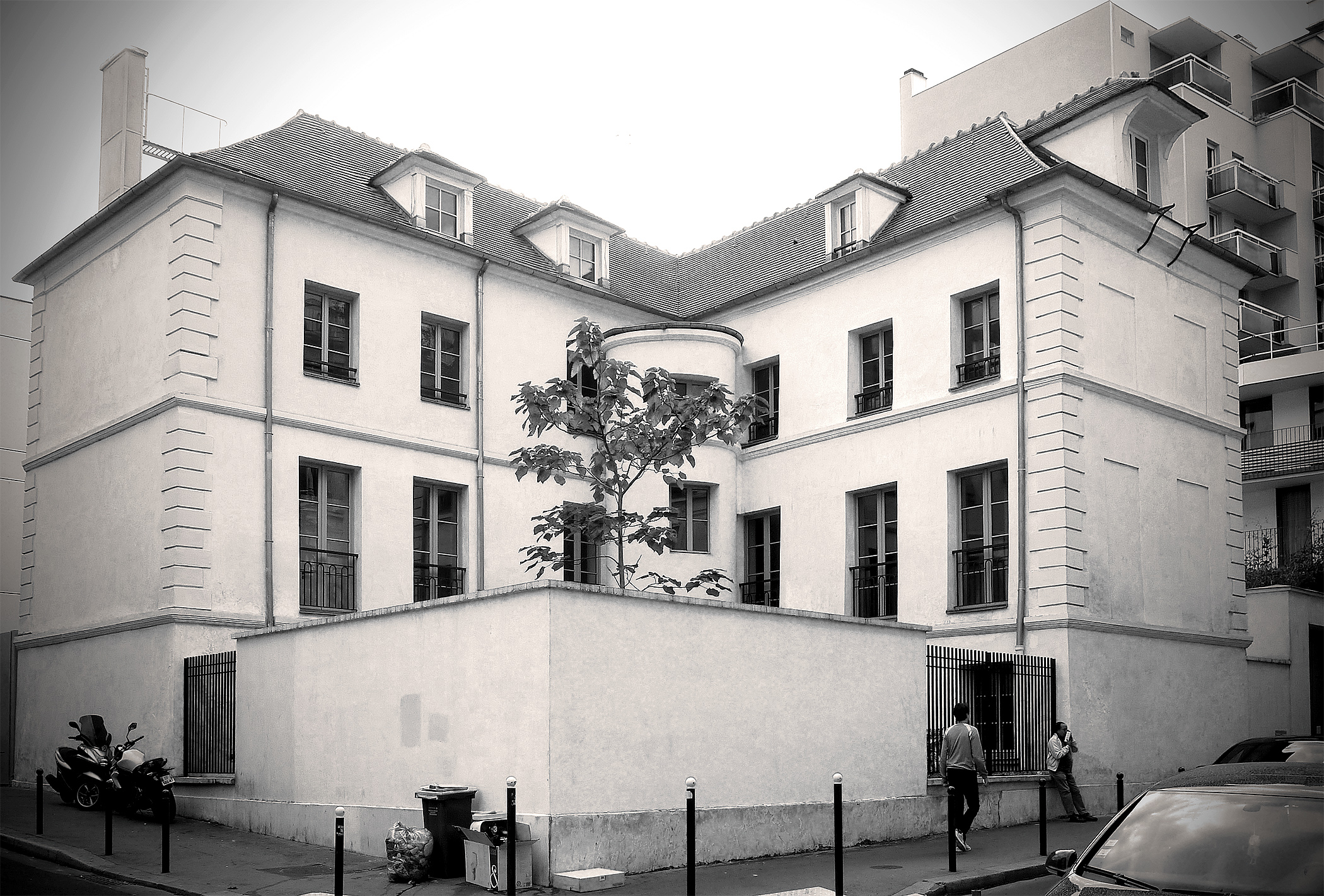
Hôtel Mathagon.

- No 103 (et nos 61-63, rue du Mont-Cenis) : vestiges de l'ancienne manufacture de porcelaine de Clignancourt, du XVIIIe siècle. C'était, avant 2021, un club libertin, Le Château des lys[13].

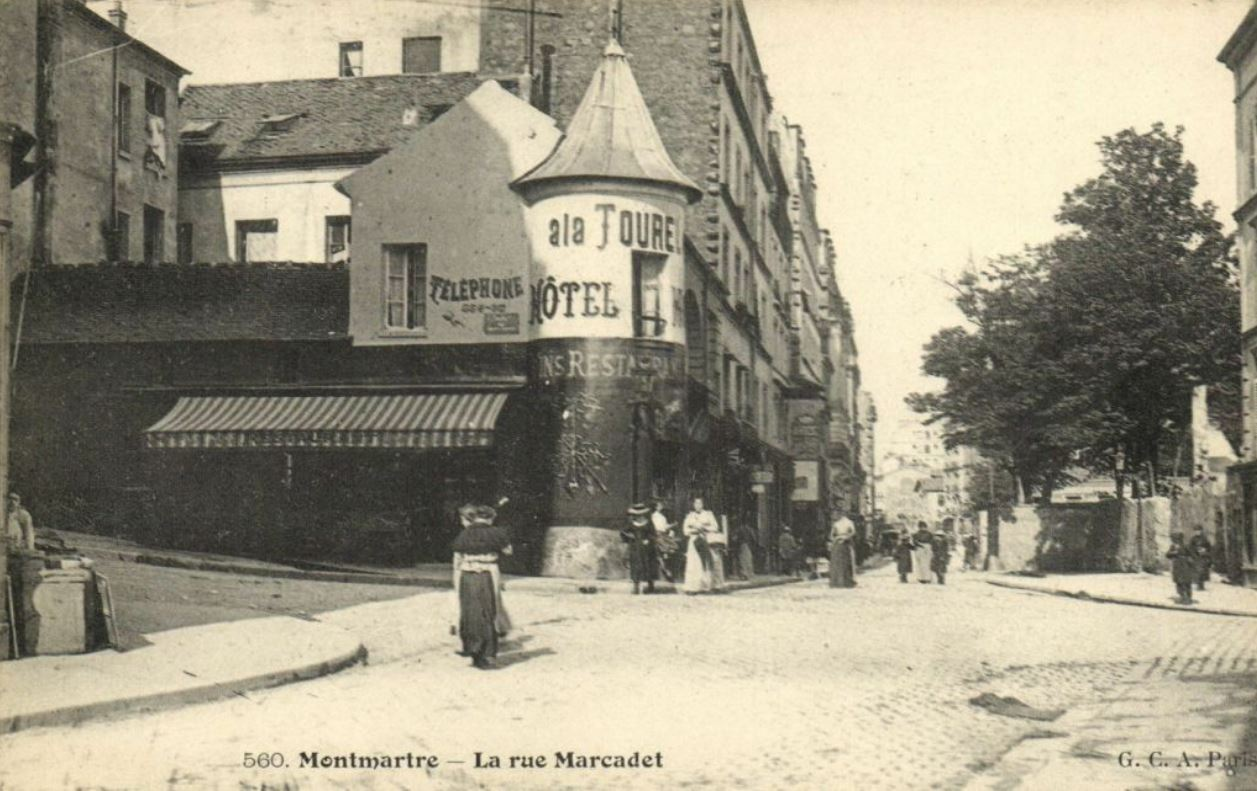
La tourelle de la rue Marcadet.
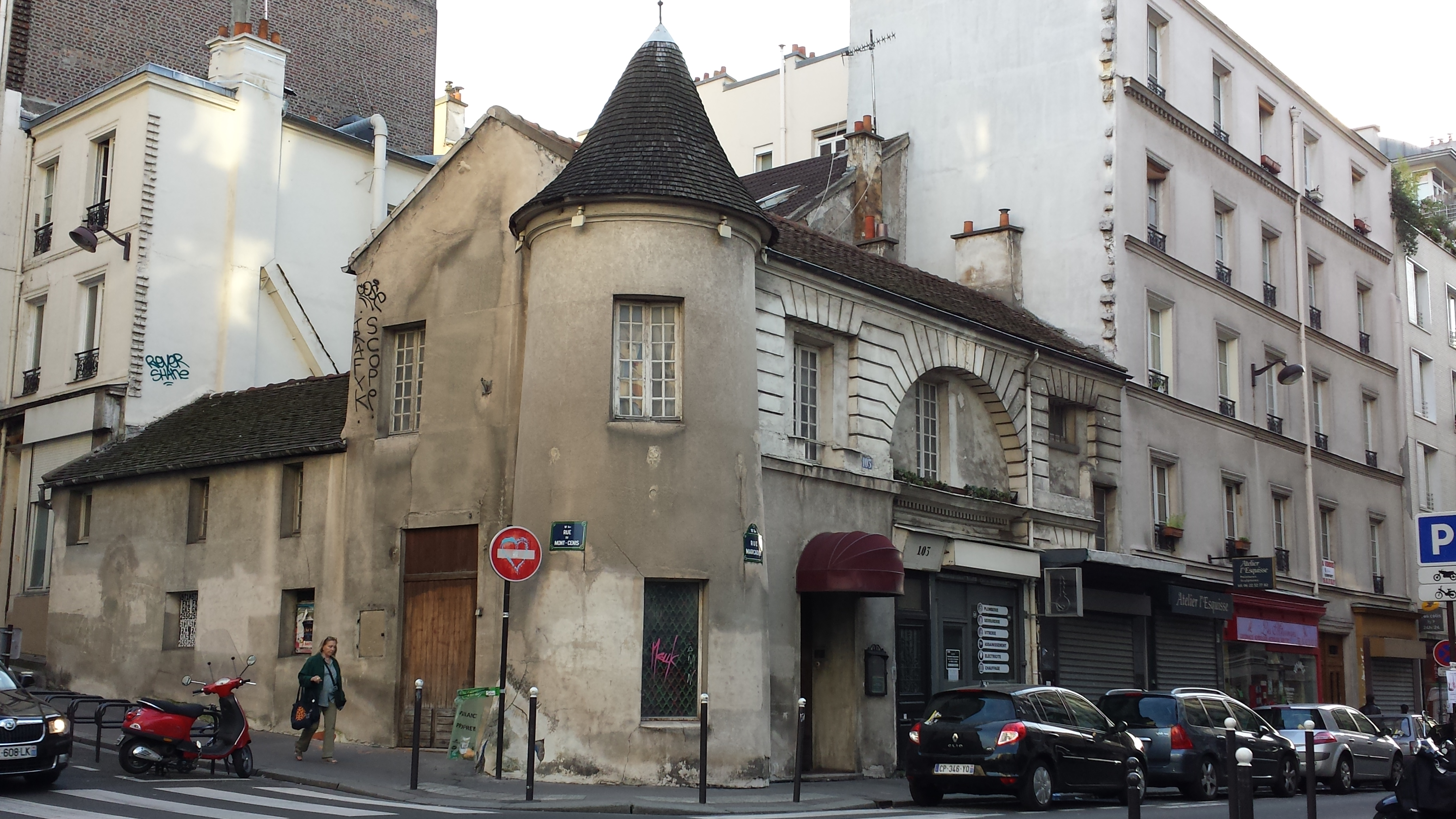
Manufacture de porcelaine de Clignancourt.

- No 108 (et no 65, rue du Mont-Cenis) : immeuble de l'époque Louis-Philippe, témoin du village de Clignancourt avant son rattachement à Paris en 1860.
- No 110 bis : le peintre Frédéric Deshayes (1883-1970) y vécut.
- No 112 : emplacement de l’hôtel de Trétaigne, dont les terrains s’étendent jusqu’au bas de la butte (approximativement la rue Ordener). Le bâtiment est une maison de campagne, du XVIIIe siècle, connue sous le nom de « la Boule d’or ». Elle est transformée en folie pour le compte de la famille de Trétaigne. Avant sa destruction, au début du XXe siècle, il est projeté d’y installer la mairie du 18e arrondissement. La rue éponyme en perpétue le souvenir[14].
- No 131 : domicile de la grand-mère maternelle de la chanteuse Barbara, avec qui elle vit de 1945 à 1946[15].
- No 145 : à l'angle de la rue Duhesme, boulangerie avec façade décorée de panneaux Art déco et de style naïf.

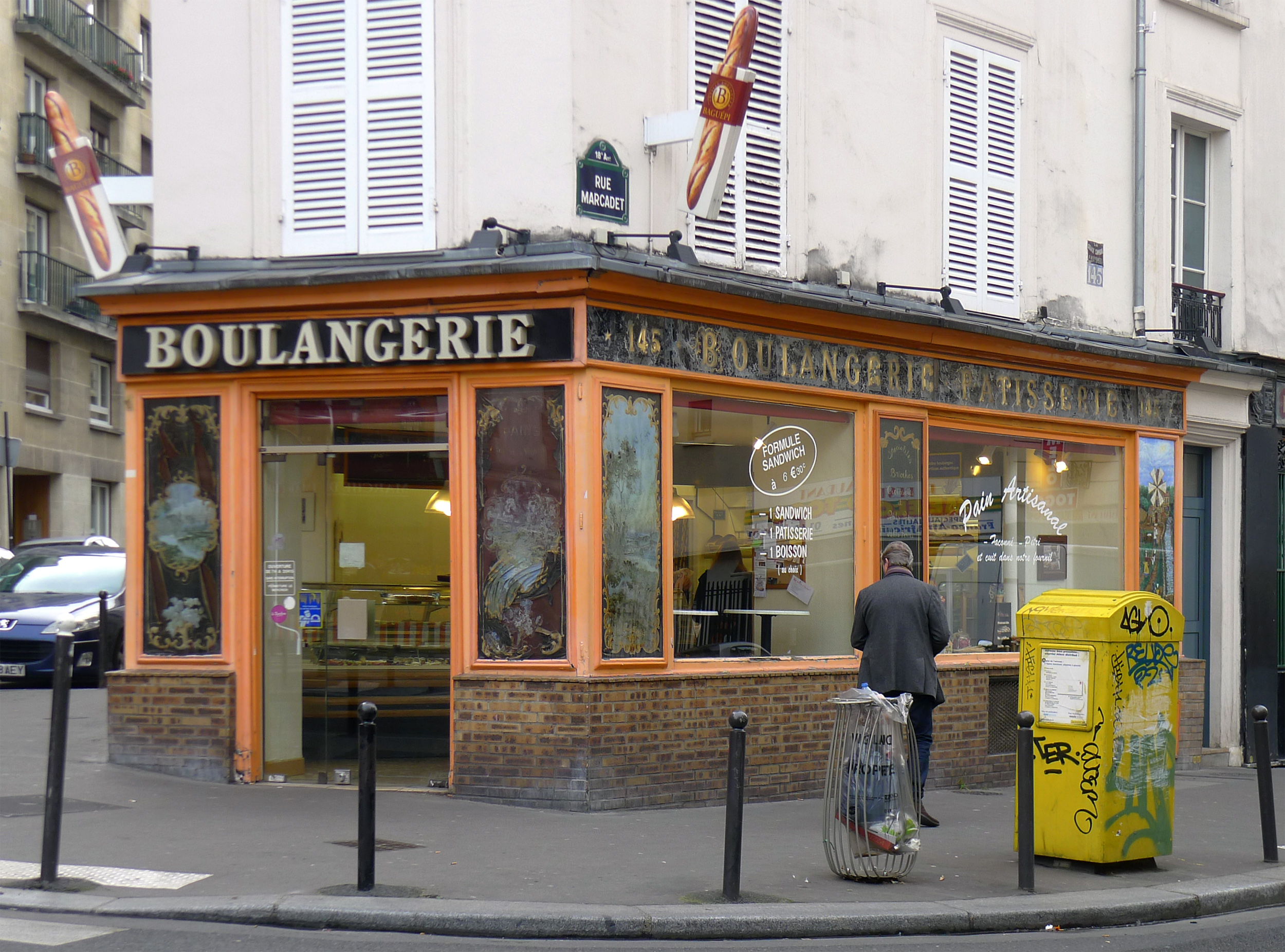
Vue générale.
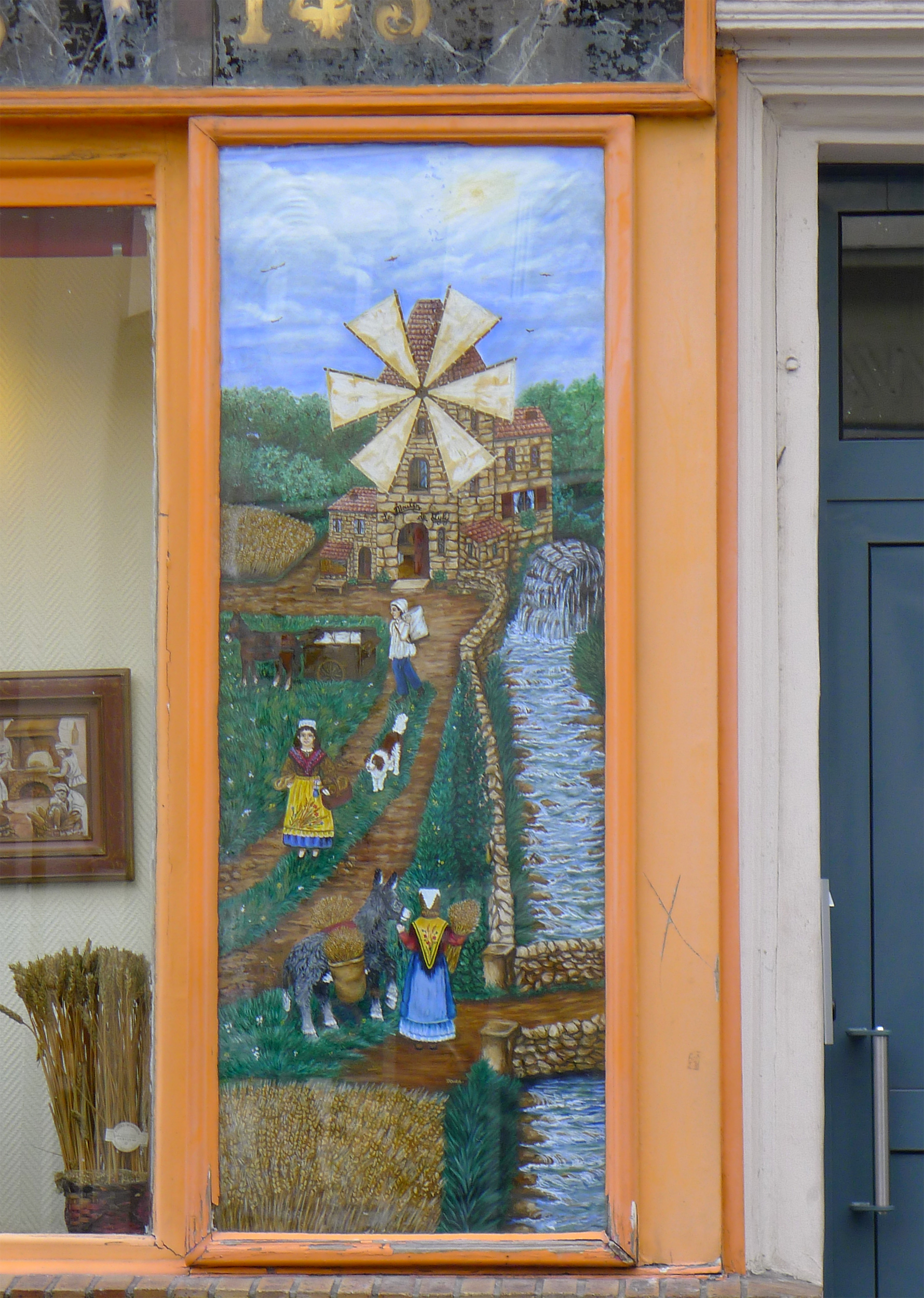
Détail : panneau de style naïf.

- No 172 : immeuble construit en 1895 pour Higarède par Marius Toudoire.
- No 175 : demeure d'Auguste Rodin de 1866 à 1871[16].
- Au niveau du no 192 : entrée du passage des Cloÿs.

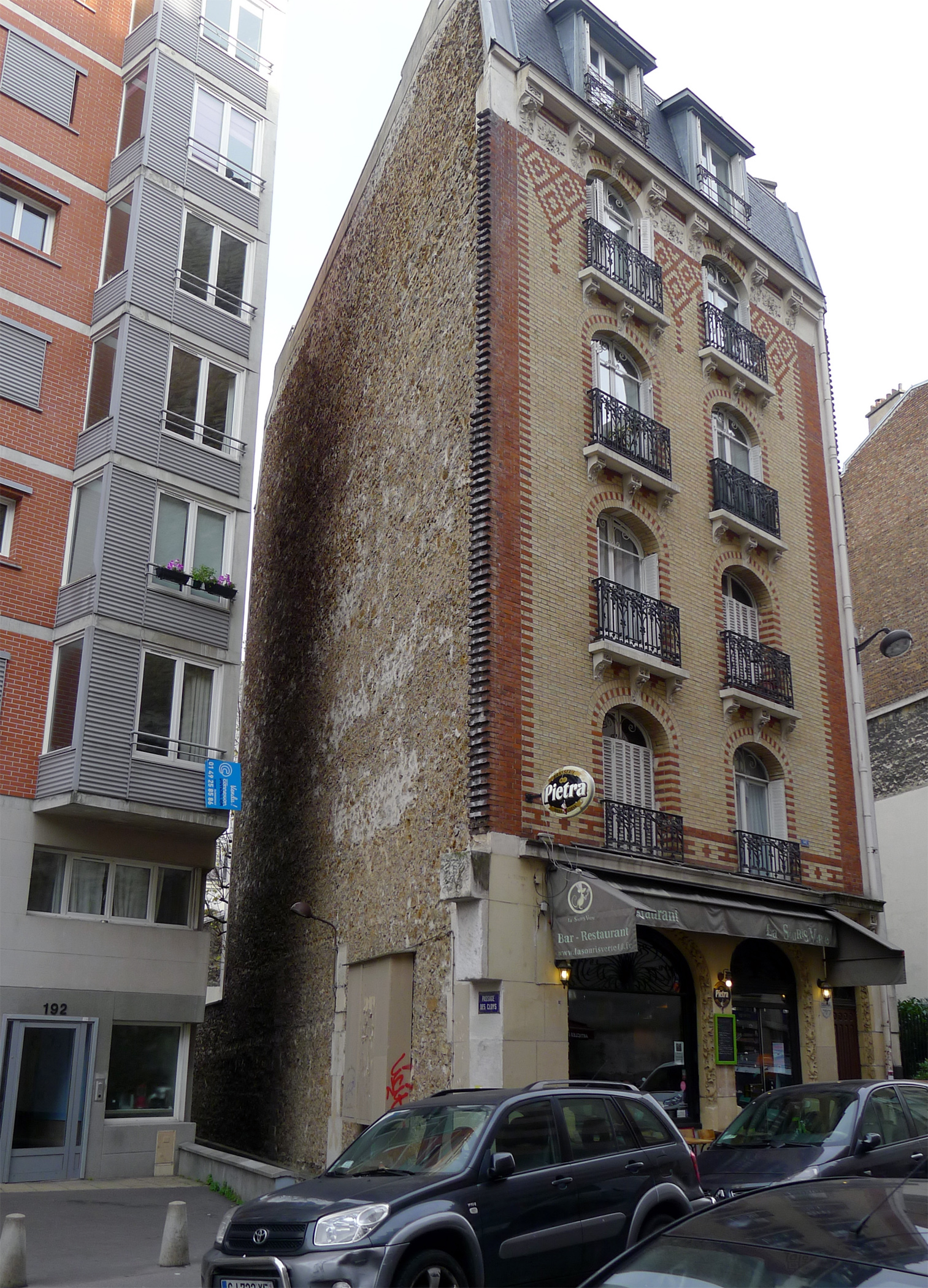
Une entrée très peu visible.
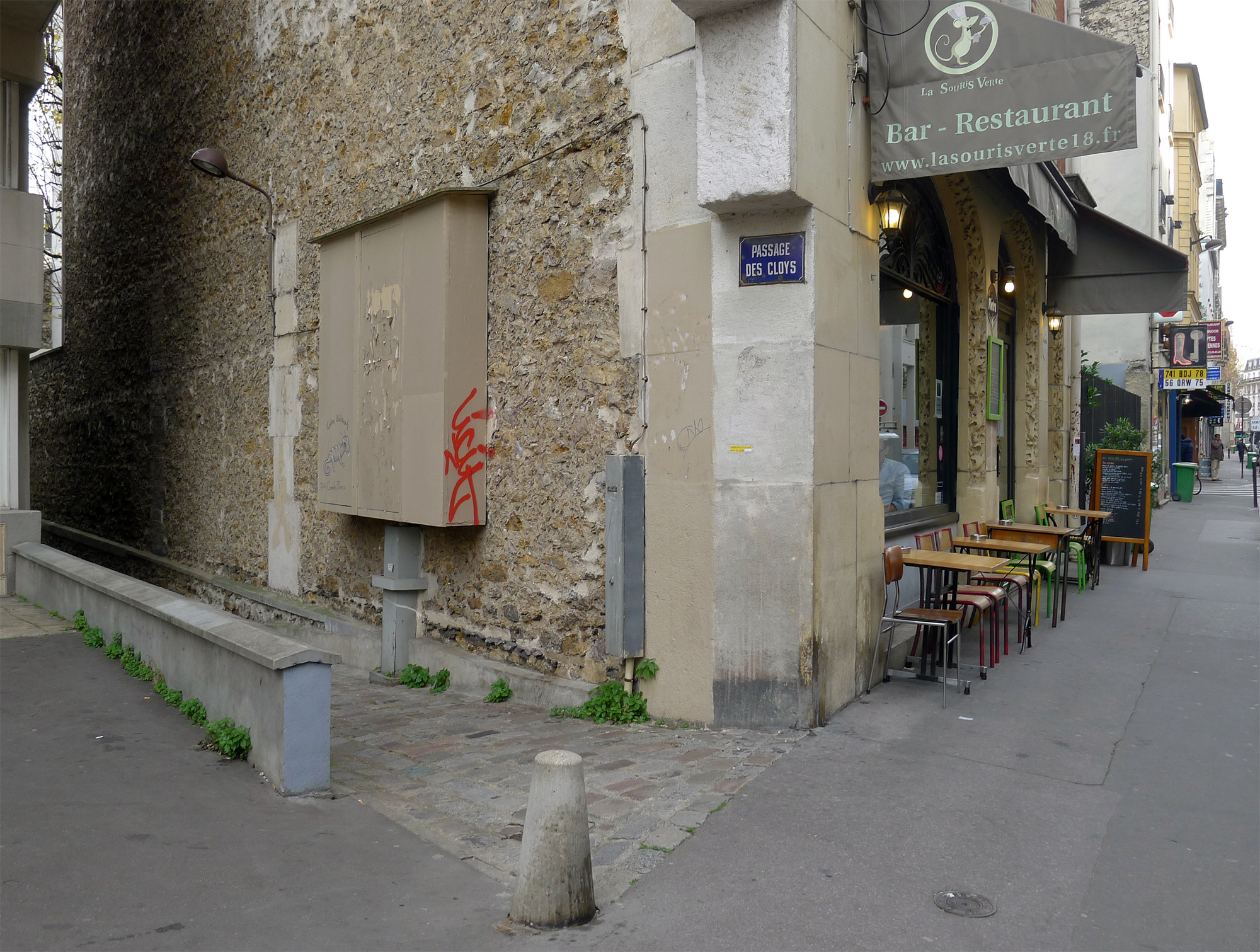
Un passage étroit.

- Nos 197-199 : fondation Mathilde-et-Henri-de-Rothschild, construite en 1902 par Henri-Paul Nénot. Agrandie et modernisée en 1929 par les architectes Dresse et Oudin[17].

- Entre le no 198 et le no 200 : square Raymond-Souplex à l'angle des rues Marcadet et Montcalm.

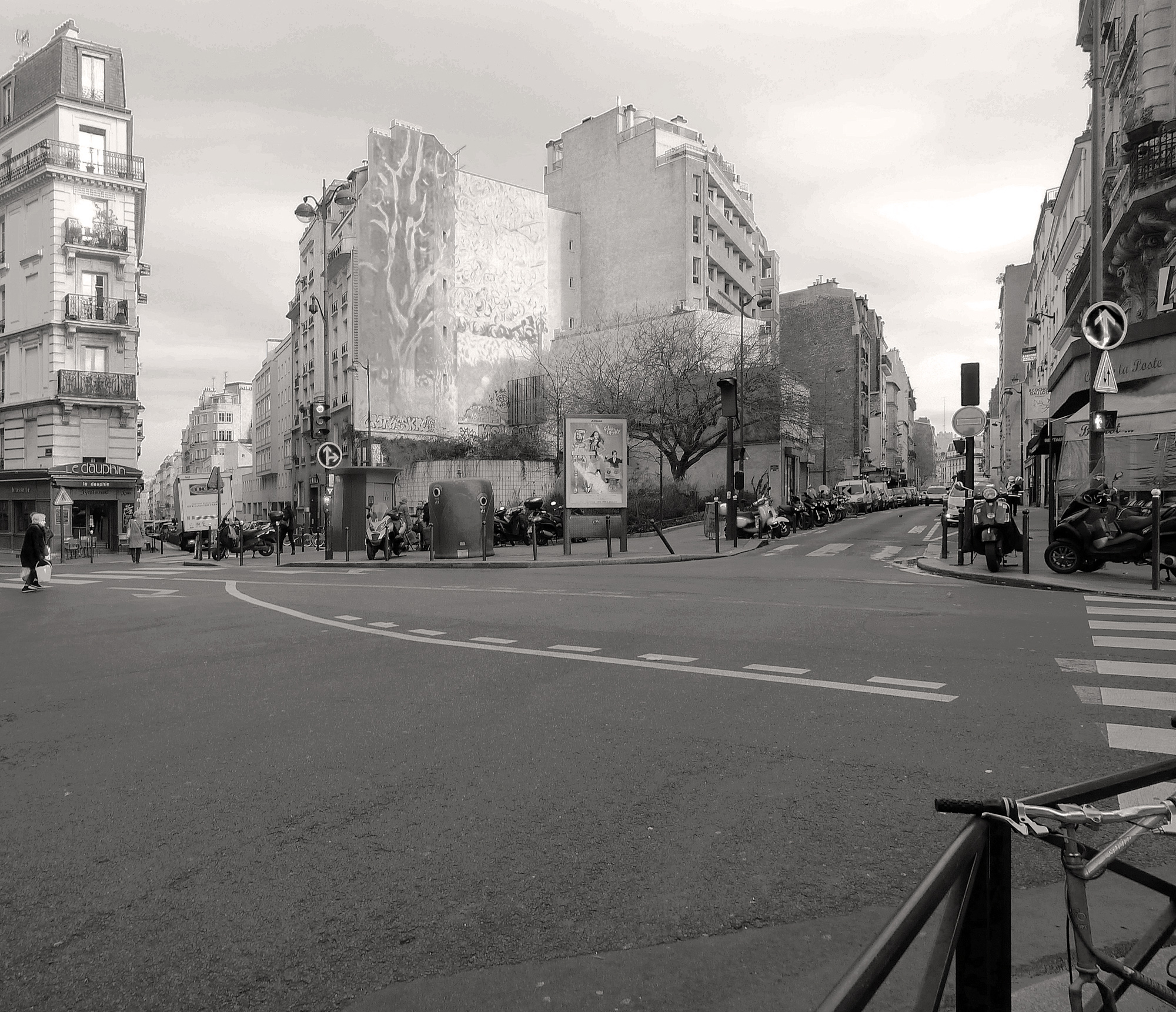

- Nos 203-207 (et no 25, rue Carpeaux) : ensemble d'immeubles à bon marché construit de 1909 à 1919, par l'architecte Georges Debrie, puis par l'architecte Adolphe Bocage, pour la fondation Alexandre-et-Julie-Weill dont les initiales (AWJ) figurent sur le fronton de l'entrée.
- No 205 : Jacques Froment, résistant français, exécuté au camp de Souge en Gironde à l'âge de 24 ans, y vécut.

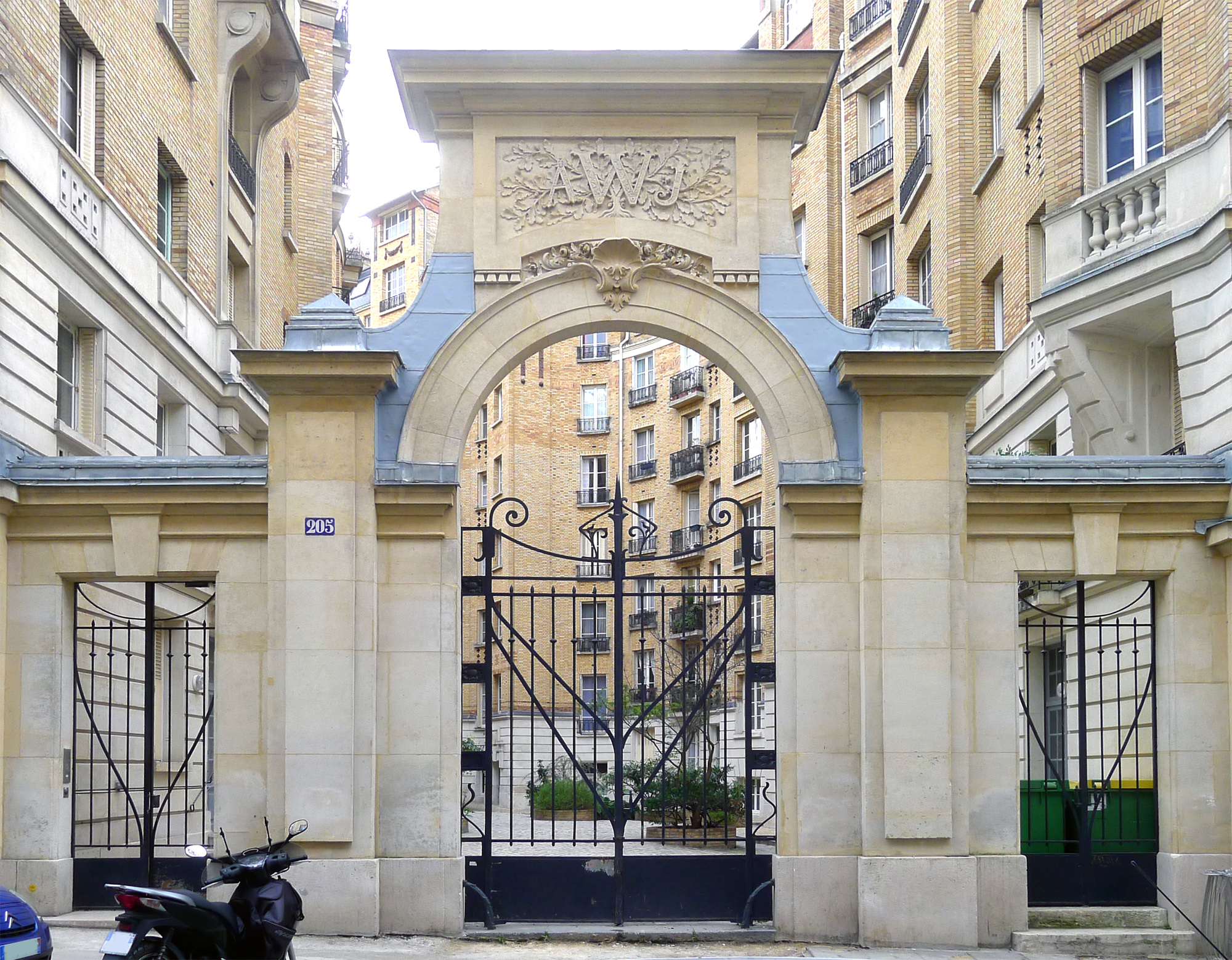
Entrée du no 205.
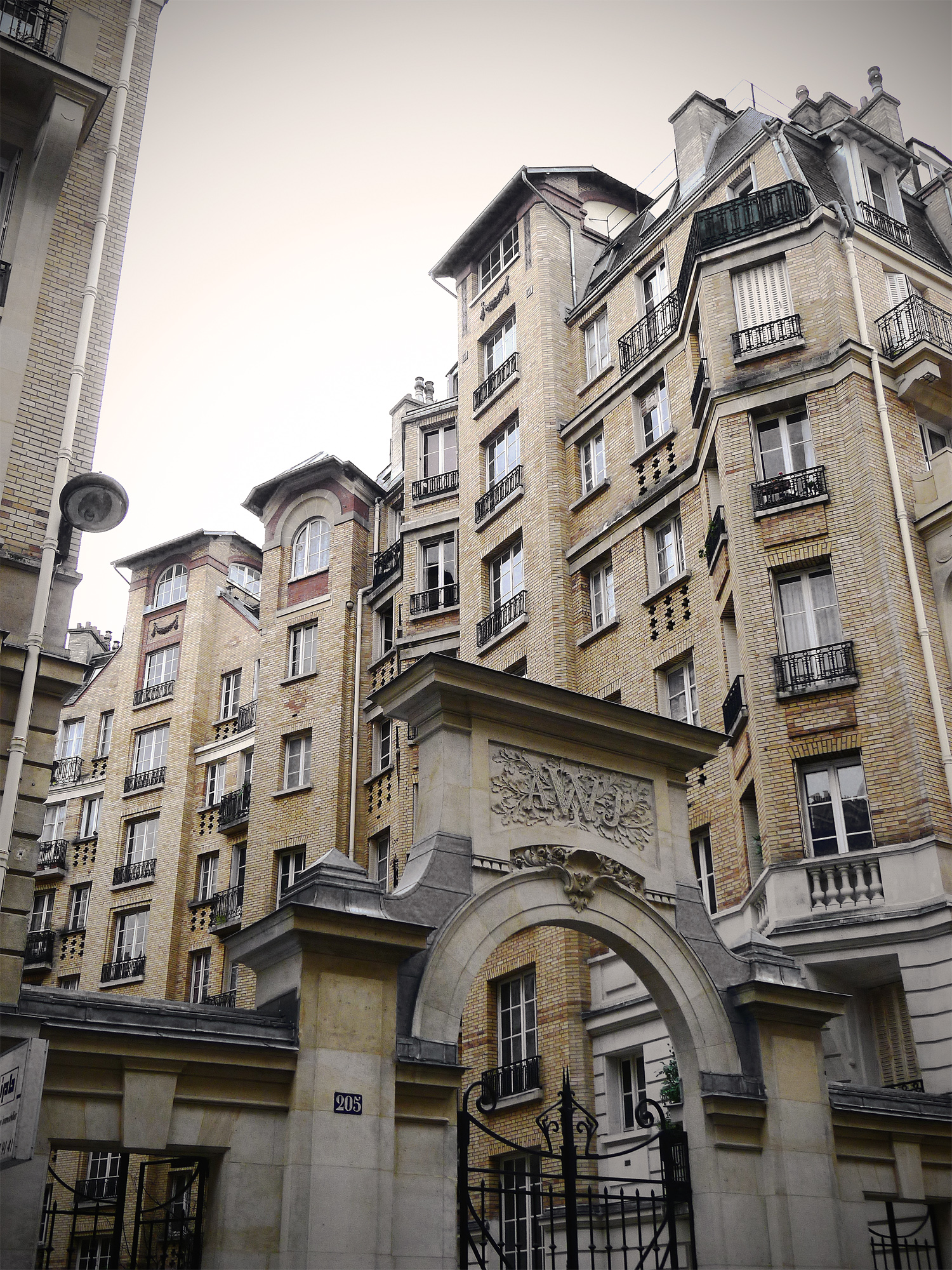
Architecture.

- Entre le no 207 et le no 227 : square Carpeaux.

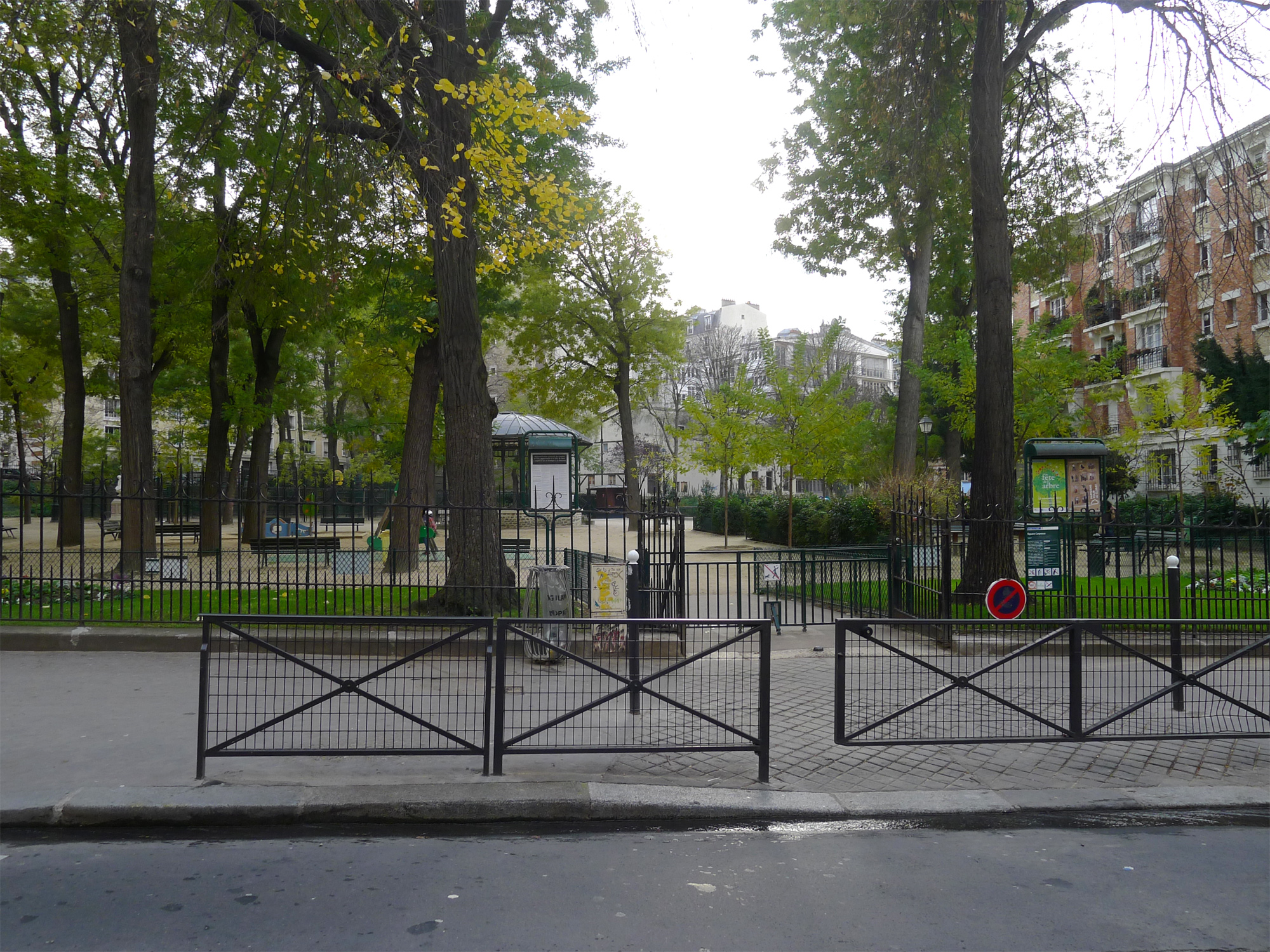
Entrée du square Carpeaux.

- Nos 247-251 : groupe d'immeubles HBM construit pour l'Office public d'habitations à bon marché de la Ville de Paris (OPHBMVP) entre 1917 et 1927, avec un arrêt dû à la Première Guerre mondiale, par les architectes Félix Dumail, Jean Hébrard et Antonin Trévelas (mort en 1918). C'est un groupe d'immeubles de 5 étages avec 469 appartements de 4 types (de 1 à 4 pièces). La proximité d’un groupe d’immeubles de la fondation Rothschild qui possédait les mêmes a entraîné la suppression des services communs prévus : boutiques, restaurant communautaire, dispensaire, pouponnière, salle de lecture, garderie, lavoir et bains.

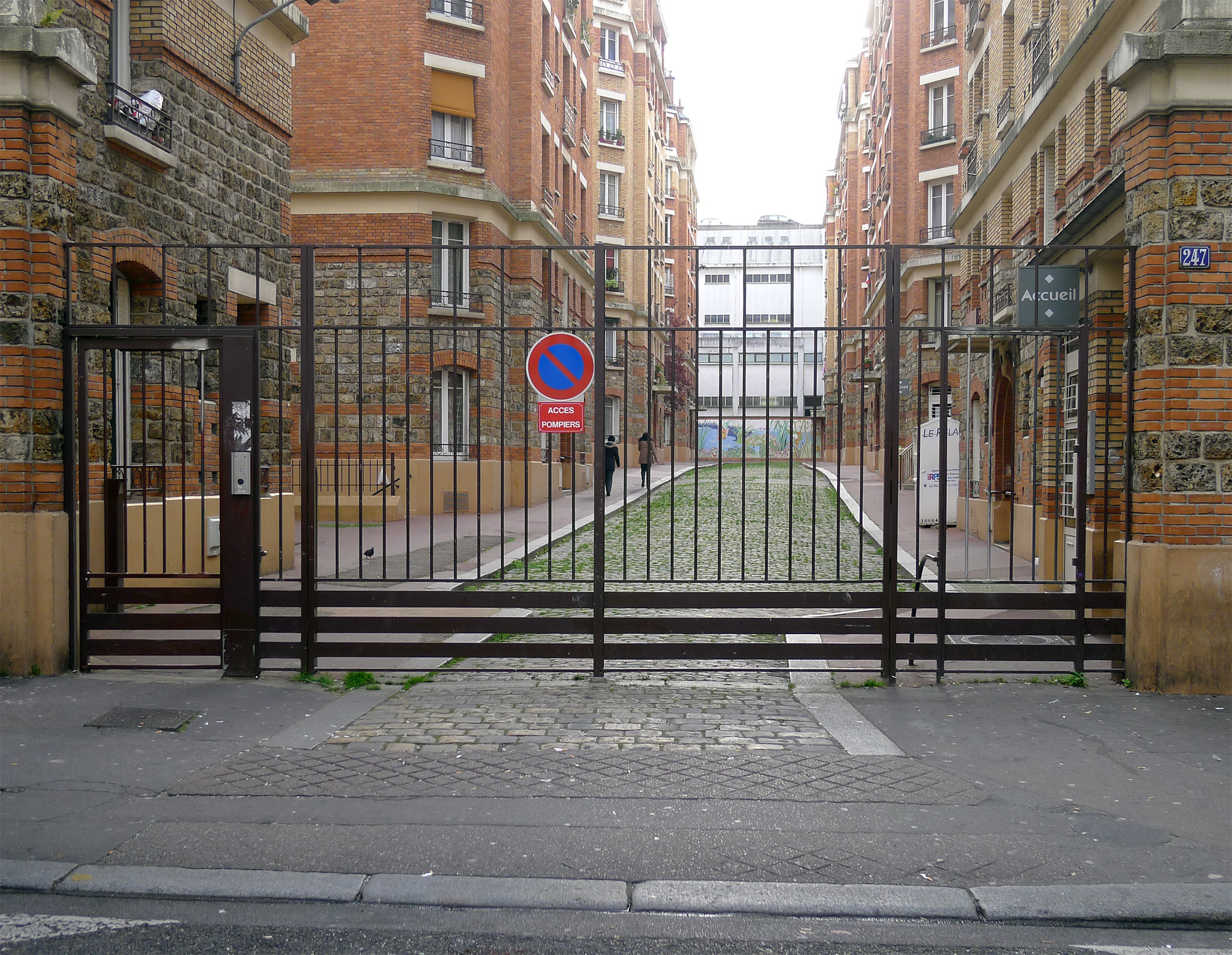
Entrée du no 247.
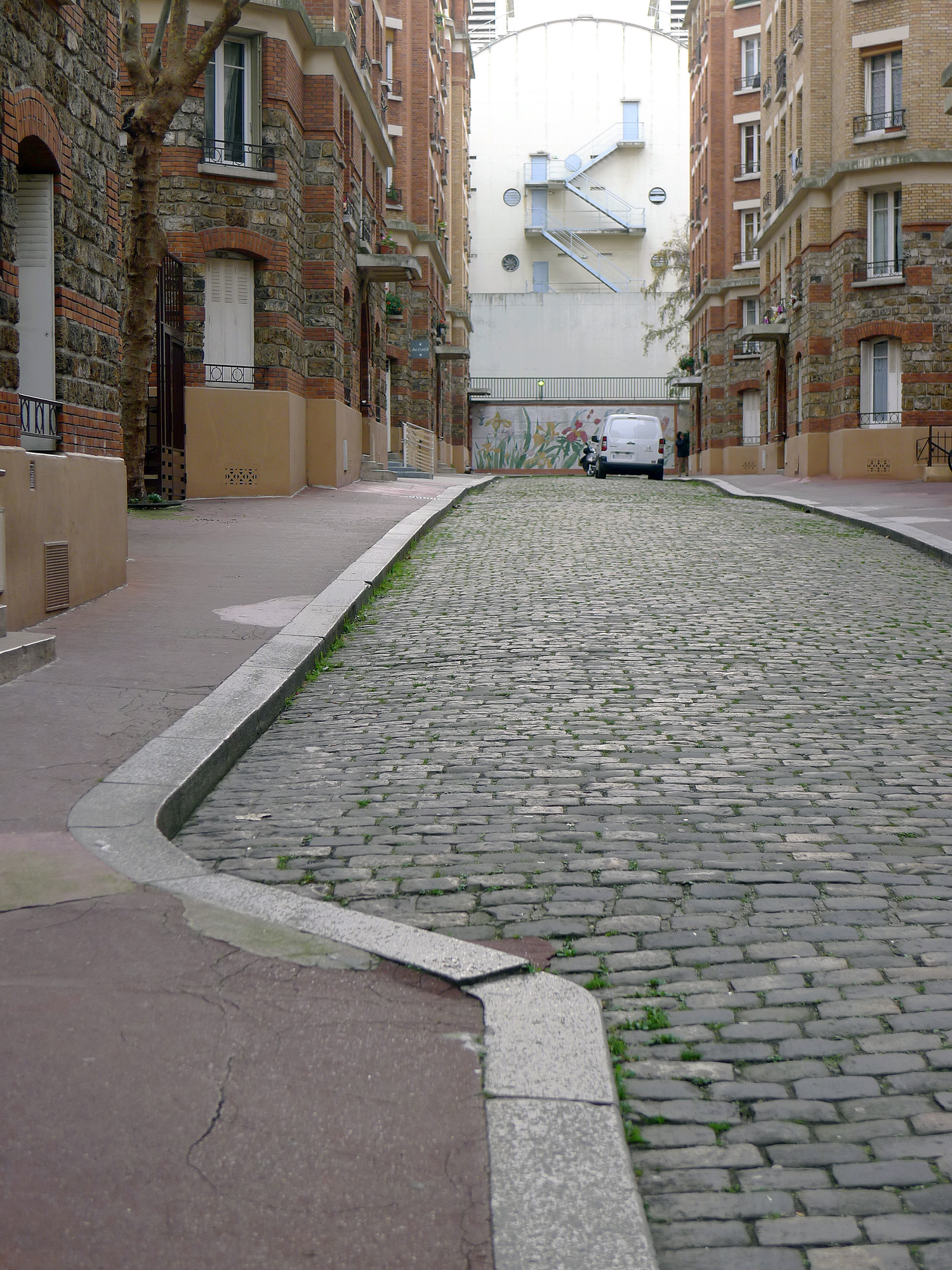
Allée principale.

- Nos 256-258 : groupe d'immeubles à bon marché de la Fondation Rothschild construit entre 1913 et 1919 par l'agence d'architecture de la fondation Rothschild dirigée par Henry Provensal. C'est le dernier ensemble HBM construit par la Fondation. Le peintre Fernand Herbo (1905-1995) y vécut[18].

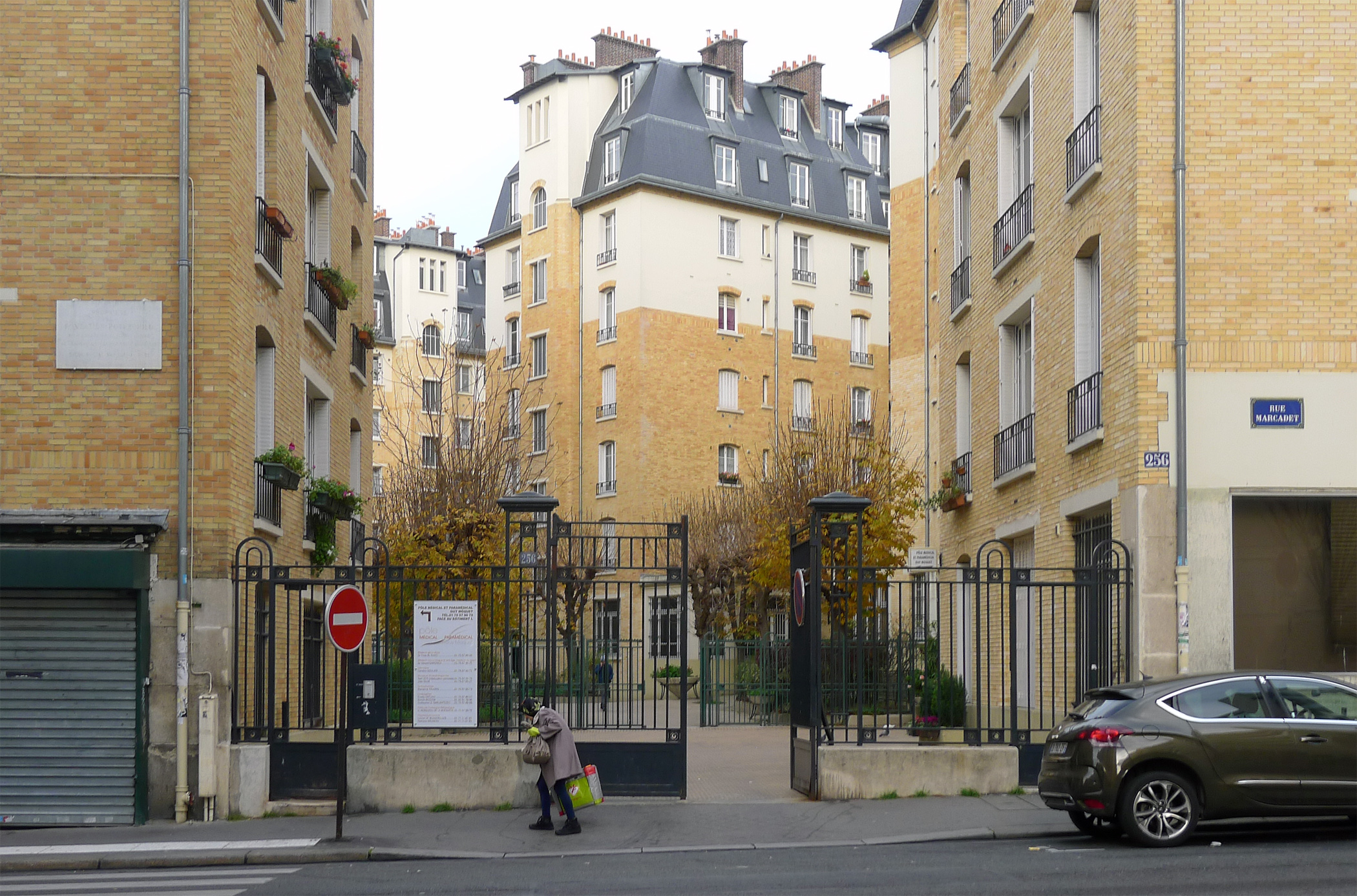
Entrée du no 256, rue Marcadet.

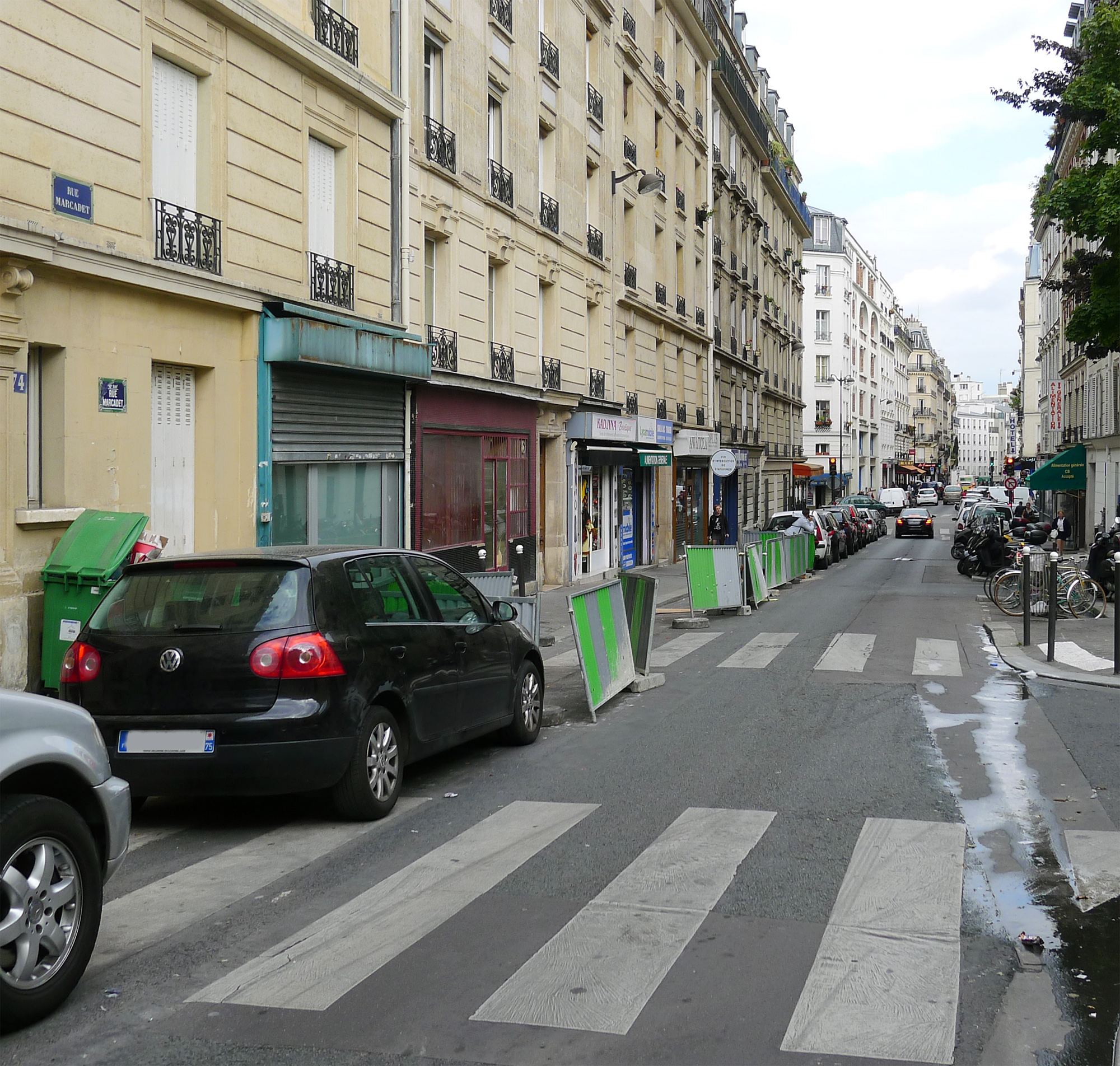
Rue Marcadet au niveau du no 74.
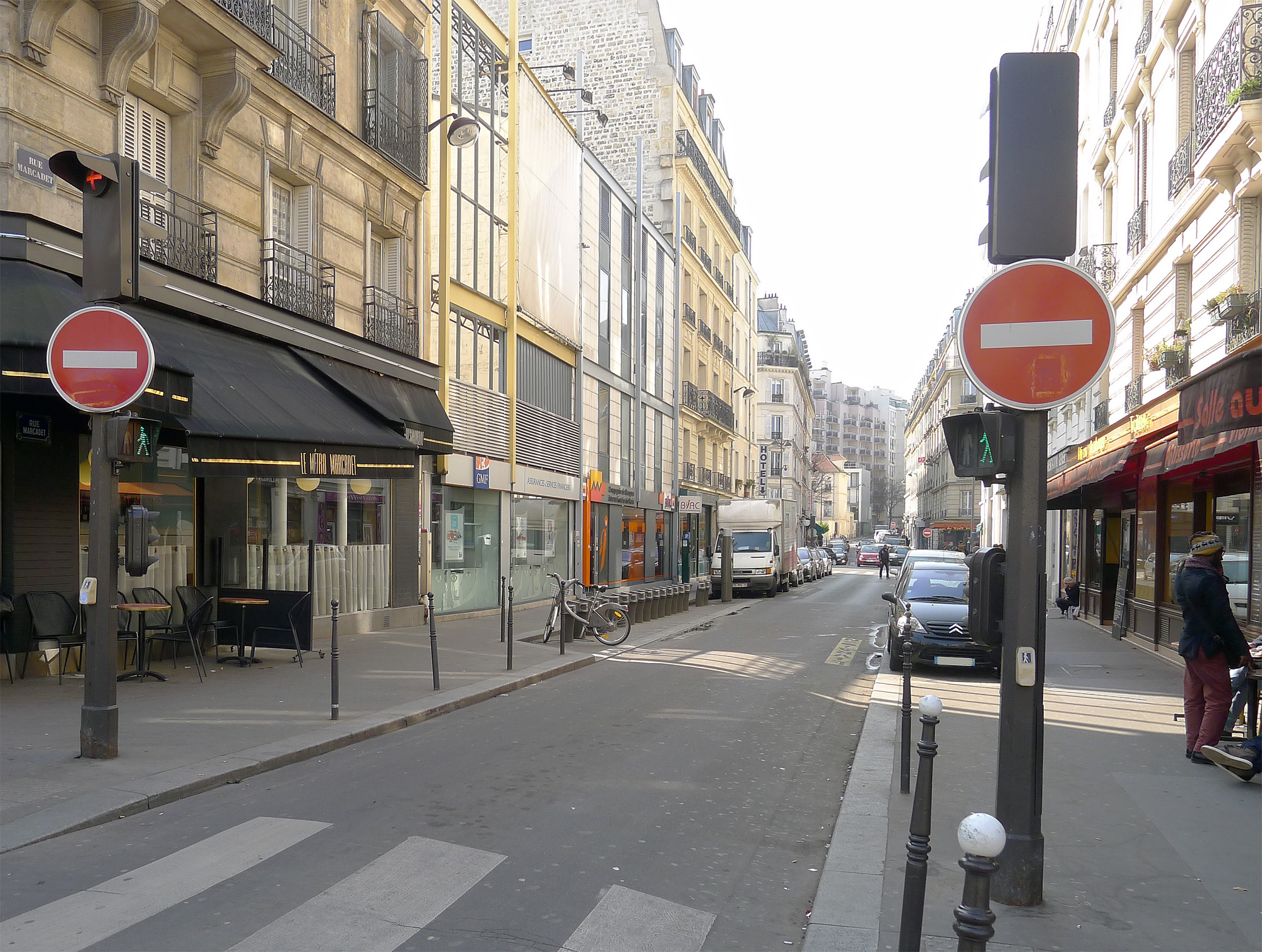

## Au cinéma
- Au no  82, immeuble où ont été filmées les scènes de l'intérieur des Doinel pour Les Quatre Cents Coups de François Truffaut.
- Au no 205, la boulangerie qui fait l'angle avec la rue Carpeaux a servi pour tourner plusieurs scènes du film Paris, de Cédric Klapisch, sorti en 2008. Comme, dans le film, la boulangerie est censée être à proximité immédiate de l'immeuble où habite Pierre, le danseur malade (joué par Romain Duris), et que l'immeuble est situé, lui, place Martin-Nadaud, dans le 20e arrondissement, un des principaux lieux de tournage, un maquillage a dû être effectué pour une scène tournée en travelling dans la rue Marcadet. La tenture du bar-brasserie Le Nadaud, qui se trouve en réalité sur la place éponyme, a été montée sur la façade de la boutique à côté de la boulangerie.

## Dans la littérature
- Émile Zola, dans L’Assommoir (1876), donne la description suivante de la rue, vue par la blanchisseuse Gervaise : « La fabrique de boulons et de rivets devait se trouver par là, dans ce bout de la rue Marcadet, elle ne savait pas bien où ; d’autant plus que les numéros manquaient souvent, le long des masures espacées par des terrains vagues. C’était une rue où elle n’aurait pas demeuré pour tout l’or du monde, une rue large, sale, noire de la poussière de charbon des manufactures voisines avec des pavés défoncés et des ornières, dans lesquelles des flaques d’eau croupissaient. Aux deux bords, il y avait un défilé de hangars, de grands ateliers vitrés, de constructions grises, comme inachevées, montrant leurs briques et leurs charpentes, une débandade de maçonneries branlantes, coupées par des trouées sur la campagne, flanquées de garnis borgnes et de gargotes louches. »[19]